# Eucalanus sewelli
Eucalanus sewelli är en kräftdjursart som beskrevs av Fleminger 1973. Eucalanus sewelli ingår i släktet Eucalanus och familjen Eucalanidae. Inga underarter finns listade i Catalogue of Life.